# Andrzej Perzyński
Andrzej Piotr Perzyński (ur. 1958) – polski duchowny rzymskokatolicki, profesor nauk teologicznych, nauczyciel akademicki Uniwersytetu Kardynała Stefana Wyszyńskiego w Warszawie.

## Życiorys
W 1986 roku uzyskał na Wydziale Teologicznym Akademii Teologii Katolickiej w Warszawie tytuł zawodowy magistra teologii. W 1990 na Wydziale Teologicznym Papieskiego Uniwersytetu św. Tomasza z Akwinu w Rzymie otrzymał stopień naukowy doktora. W 2006 na podstawie dorobku naukowego oraz rozprawy pt. Metoda teologiczna według szkoły mediolańskiej. Studium historyczno-dogmatyczne na WT UKSW nadano mu stopień naukowy doktora habilitowanego nauk teologicznych. Na tym samym wydziale w 2007 został profesorem nadzwyczajnym. W 2014 roku prezydent RP Bronisław Komorowski nadał mu tytuł profesora nauk teologicznych. W 2012 roku otrzymał Medal Srebrny za Długoletnią Służbę.
Jest zatrudniony w Instytucie Teologii Systematycznej Wydziału Teologicznego UKSW. Pełni funkcję wykładowcy Wyższego Seminarium Duchownego Archidiecezji Łódzkiej. Jest zaangażowany w działalność Globalnego Forum Chrześcijańskiego i inicjatorem Polskiego Forum Chrześcijańskiego. W 2019 roku został członkiem Rady Naukowej czasopisma „Studia i Dokumenty Ekumeniczne”. Z jego inicjatywy powstał też w Łodzi pierwszy Klub „Tygodnika Powszechnego”.

## Publikacje
- Szkice o wierze (2005)
- Metoda teologiczna według szkoły mediolańskiej. Studium historyczno-dogmatyczne (2006)
- Z historii problemu łaski (2010)
- The Christian faith. Approaches to theological anthropology (2011)
- L’uomo dell'alleanza. Antropologia biblica. Vol. 1 (2012)
- Włoska antropologia teologiczna. Studium historyczno-dogmatyczne (2012)[1].